# Défense d'aimer (film, 1984)
Cet article concerne le film d'Anthony Page. Pour le film de Richard Pottier, voir Défense d'aimer.
Pour les articles homonymes, voir Défense d'aimer.
Pour plus de détails, voir Fiche technique et Distribution.
Défense d'aimer (Forbidden) est un film d'Anthony Page sorti en 1984, basé sur une histoire vraie.

## Synopsis
La comtesse allemande Nina von Halder tombe amoureuse de Fritz Friedlander, qui est juif et déjà marié.

## Fiche technique
- Titre : Défense d'aimer
- Titre original : Forbidden
- Réalisation : Anthony Page
- Scénario : Leonard Gross d'après son roman The Last Jews in Berlin
- Musique : Tangerine Dream
- Photographie : Wolfgang Treu
- Montage : Thomas Schwalm
- Production : Mark Forstater
- Société de production : Mark Forstater Productions, Clasart Film- und Fernsehproduktion, Anthea Film, Stella Film et Jodack-Decade
- Pays de production :  Allemagne de l'Ouest et  Royaume-Uni
- Lieu de tournage : Berlin, Allemagne
- Genre : Drame, romance et guerre
- Durée : 114 minutes
- Date de sortie : 
  - Angleterre : décembre 1984
  - Allemagne de l'Ouest : 12 septembre 1985

## Distribution
- Jacqueline Bisset : Nina von Halder
- Jürgen Prochnow : Fritz Friedländer
- Irene Worth : Ruth Friedländer
- Peter Vaughan : Major Stauffel
- Amanda Cannings : Lucie
- Avis Bunnage : Frau Schmidt
- Robert Dietl : Nils Arvidson
- Malcolm Kaye : Max Baum
- Georg Tryphon : Franz
- Osman Ragheb : Hans Wittenhagen
- Annie Leon : Erica von Kirdorf
- Herta Schwarz : Berta
- Ulli Kinalzik : Agent Gestapo
- Gerhard Frey : Emil Janos